# Plážový fotbal na Evropských hrách 2023 – turnaj žen
Turnaj plážového fotbalu žen na Evropských hrách 2023 byl prvním ročníkem turnaje žen plážového fotbalu na Evropských hrách, který se konal v Polsku ve městě Tarnów, v období od 27. do 1. července 2023. Účastnilo se ho 6 týmů, které byly rozděleny do 2 skupin po 3 týmech. Ze skupiny postoupily do vyřazovací fáze první a druhý celek. Vyřazovací fáze zahrnovala 4 zápasy. Ostatní týmy bojovaly o páté místo. Titul získaly reprezentantky Španělska, které porazily ve finále Ukrajinky 3:2 po penaltovém rozstřelu. Turnaje se původně měla zúčastnit Anglie, ale protože nemá jednotné zastoupení v Evropském olympijském výboru, byla nahrazena Českem.

## Stadion
Turnaj se hrál na jednom stadionu v jednom hostitelském městě: Tarnów Beach Arena (Tarnów).
| Tarnów             |
| ------------------ |
| Tarnów Beach Arena |
| Kapacita: 2100     |
| Tarnów             |

## Skupinová fáze
| Vysvětlivky                        |
| ---------------------------------- |
| Tým postupující do semifinále      |
| Tým postupující do bojů o umístění |
| Vítěz zápasu je tučně zvýrazněn    |

Čas každého zápasu je uveden v lokálním čase.

#### Skupina A
| Tým         | Z | V | R | P | VG | IG | +/− | B |
| ----------- | - | - | - | - | -- | -- | --- | - |
| Portugalsko | 2 | 2 | 0 | 0 | 7  | 2  | +5  | 6 |
| Polsko      | 2 | 1 | 0 | 1 | 6  | 3  | +3  | 3 |
| Česko       | 2 | 0 | 0 | 2 | 2  | 10 | −8  | 0 |

| 27. června 2023 19:00                                                                                    |        |                      |                                                          |
| Polsko                                                                                                   | 5 : 1  | Česko                | Tarnów Beach Arena, Tarnów rozhodčí: Annett Unterbecková |
| Katarzyna Gozdeková 7' Kornelia Okoniewská 10', 32' (pen.) Katarzyna Nowaková 24' Magdalena Sobalová 31' | Report | Veronika Pýchová 26' | Tarnów Beach Arena, Tarnów rozhodčí: Annett Unterbecková |

| 28. června 2023 19:00                                                           |        |                          |                                                    |
| Portugalsko                                                                     | 5 : 1  | Česko                    | Tarnów Beach Arena, Tarnów rozhodčí: Attila Balint |
| Inês 8' Cristiana 22', 29' Lucie Hrušková 24' (vl.) Mélissa Gomesová 25' (pen.) | Report | Martina Folprechtová 22' | Tarnów Beach Arena, Tarnów rozhodčí: Attila Balint |

| 29. června 2023 19:00   |        |                                  |                                                   |
| Polsko                  | 1 : 2  | Portugalsko                      | Tarnów Beach Arena, Tarnów rozhodčí: Dmytro Dudka |
| Katarzyna Gozdeková 35' | Report | Mélissa Gomesová 26' (pen.), 36' | Tarnów Beach Arena, Tarnów rozhodčí: Dmytro Dudka |

#### Skupina B
| Tým       | Z | V | R | P | VG | IG | +/− | B |
| --------- | - | - | - | - | -- | -- | --- | - |
| Španělsko | 2 | 1 | 1 | 0 | 6  | 4  | +2  | 4 |
| Ukrajina  | 2 | 1 | 0 | 1 | 6  | 3  | +3  | 3 |
| Itálie    | 2 | 0 | 0 | 2 | 2  | 10 | −8  | 0 |

| 27. června 2023 14:30                                                            |        |                                                                            |                                                     |
| Španělsko                                                                        | 6 : 4  | Ukrajina                                                                   | Tarnów Beach Arena, Tarnów rozhodčí: Angelika Gębka |
| Andrea Alcaideová 3', 20' Andrea Mirónová 11', 30' Cristina Gonzálezová 12', 17' | Report | Iryna Vasylyuková 13' Anastasiia Klipachenková 16', 20' Anna Shulhaová 35' | Tarnów Beach Arena, Tarnów rozhodčí: Angelika Gębka |

| 28. června 2023 14:30 |        |                             |                                                        |
| Itálie                | 1 : 2  | Ukrajina                    | Tarnów Beach Arena, Tarnów rozhodčí: Tomasz Winiarczyk |
| Caterina Bargiová 26' | Report | Yuliia Dekhtiarová 33', 34' | Tarnów Beach Arena, Tarnów rozhodčí: Tomasz Winiarczyk |

| 29. června 2023 14:30 |        |        |                                                         |
| Španělsko             | 0 : 0  | Itálie | Tarnów Beach Arena, Tarnów rozhodčí: Francisco da Costa |
|                       | Report |        | Tarnów Beach Arena, Tarnów rozhodčí: Francisco da Costa |

|                                                                             |       | Penaltový rozstřel                                                           |  |
| Maria Corbachová Carolina Gonzálezová Cristina Gonzálezová Lorena Asensiová | 4 : 2 | Francesca Maiorcaová Debora Naticchioniová Sandy Iannellaová Taina Santosová |  |

## Vyřazovací fáze
|  | Semifinále | Semifinále  | Semifinále |  |  | Finále      | Finále             | Finále      |
|  |            |             |            |  |  |             |                    |             |
|  |            | Portugalsko | 1          |  |  |             |                    |             |
|  |            | Ukrajina    | 3          |  |  |             |                    |             |
|  |            |             |            |  |  |             | Ukrajina           | 2 (3)       |
|  |            |             |            |  |  |             | Španělsko (pen.)   | 2 (5)       |
|  |            | Polsko      | 2          |  |  |             |                    |             |
|  |            | Španělsko   | 3          |  |  | Třetí místo | Třetí místo        | Třetí místo |
|  |            |             |            |  |  |             | Portugalsko (pen.) | 2 (3)       |
|  |            |             |            |  |  |             | Polsko             | 2 (0)       |

#### Semifinále
| 30. června 2023 16:00 |        |                                                              |                                                   |
| Portugalsko           | 1 : 3  | Ukrajina                                                     | Tarnów Beach Arena, Tarnów rozhodčí: Dario Minder |
| Cristiana 14'         | Report | Iryna Dubytská 4' Yuliia Kostiuková 20' Mariia Tykhonová 31' | Tarnów Beach Arena, Tarnów rozhodčí: Dario Minder |

| 30. června 2023 19:00                          |        |                                                                           |                                                        |
| Polsko                                         | 2 : 3  | Španělsko                                                                 | Tarnów Beach Arena, Tarnów rozhodčí: Saverio Bottalico |
| Dominika Dewická 14' Wiktoria Kaczmareková 15' | Report | Sara Gonzálezová 2' Cristina Gonzalezová 19' Andrea Alcaideová 22' (pen.) | Tarnów Beach Arena, Tarnów rozhodčí: Saverio Bottalico |

#### O 5. místo
| 30. června 2023 11:30                   |               |                                                                      |                                                     |
| Česko                                   | 2 : 3 (prod.) | Itálie                                                               | Tarnów Beach Arena, Tarnów rozhodčí: Angelika Gębka |
| Markéta Matějková 2' Lucie Hrušková 24' | Report        | Veronica Priviteraová 26', 38' (pen.) Maria Fabiana Vecchioneová 36' | Tarnów Beach Arena, Tarnów rozhodčí: Angelika Gębka |

#### O 3. místo
| 1. července 2023 15:30    |        |                                            |                                                   |
| Portugalsko               | 2 : 2  | Polsko                                     | Tarnów Beach Arena, Tarnów rozhodčí: Matthieu Dor |
| Ema Catarina 23' Inês 26' | Report | Katarzyna Nowaková 4' Dominika Dewická 23' | Tarnów Beach Arena, Tarnów rozhodčí: Matthieu Dor |

|                                              |       | Penaltový rozstřel                                       |  |
| Ema Catarina Cristiana Inês Mélissa Gomesová | 3 : 0 | Kornelia Okoniewská Wiktoria Słowy Dagmara Suskiewiczová |  |

#### Finále
| 1. července 2023 18:30                |        |                                             |                                                          |
| Ukrajina                              | 2 : 2  | Španělsko                                   | Tarnów Beach Arena, Tarnów rozhodčí: Annett Unterbecková |
| Anna Shulha 35' Yuliia Kostiuková 37' | Report | Jessica Higuerasová 36' Andrea Mirónová 39' | Tarnów Beach Arena, Tarnów rozhodčí: Annett Unterbecková |

|                                                                              |       | Penaltový rozstřel                                                                           |  |
| Yuliia Kostiuková Anastasiia Klipachenková Yuliia Dekhtiarová Iryna Dubytská | 3 : 5 | Maria Corbachová Carolina Gonzálezová Cristina Gonzálezová Lorena Asensiová Adriana Manauová |  |